# Михаил Светлов
Михаил Аркадиевич Светлов (на руски: Михаил Аркадьевич Светлов) (истинско име: Михаил Аркадиевич Шейнкман) е руски съветски поет и драматург. Поет на романтиката и мечтата.

## Биография
Роден е на 17 юни 1903 г. в небогато еврейско семейство. Започва публикации още през 1917 г. През 1920 г. става доброволец в Червената армия и взема активно участие в Гражданската война. В творчеството си възпява героиката на Гражданската война и на комсомолската младост.
За кратко живее в Харков, но през 1922 г. се премества в Москва. През 1927-28 г. учи в Московския държавен университет. По време на Великата отечествена война е кореспондент на вестник „Красная Звезда“.
Носител е на Ленинска премия (1967) – посмъртно.

## Творчество
- „Гренада“ – 1926 г.
- „Песен за Каховка“ – 1935 г.
- „Хоризонт“ – стихосбирка – 1959 г.
- „Стихотворения от последните години“, стихосбирка – 1966 г., посмъртно.